# Чарне (гміна Каліська)
Чарне (пол. Czarne) — село в Польщі, у гміні Каліська Староґардського повіту Поморського воєводства.
Населення — 99 осіб (2011).
У 1975-1998 роках село належало до Гданського воєводства.

## Демографія
Демографічна структура станом на 31 березня 2011 року:
|          | Загалом | Допрацездатний вік | Працездатний вік | Постпрацездатний вік |
| -------- | ------- | ------------------ | ---------------- | -------------------- |
| Чоловіки | 52      | 13                 | 31               | 8                    |
| Жінки    | 47      | 8                  | 27               | 12                   |
| Разом    | 99      | 21                 | 58               | 20                   |